# آسترید پانوسیان
آسترید پانوسیان (Աստրիդ փանոսյան؛ فرانسوی: Astrid Panosyan‎؛ زادهٔ ۱۳ اوت ۱۹۷۱) یک مدیر کارآفرین و سیاستمدار ارمنی‌تبار اهل فرانسه است که در کابینه امانوئل ماکرون سمت مشاور رئیس‌جمهور فرانسه را برعهده داشت. پانوسیان از بنیانگذاران لا رپوبلیک آن مارش! می‌باشد که در تاریخ ششم آوریل ۲۰۱۶ میلادی تأسیس شده‌است.

## زندگی‌نامه
در ۱۳ اوت ۱۹۷۱ در پاریس به دنیا آمد و از HEC Paris, مؤسسه مطالعات سیاسی پاریس مدرسه کسب و کار هاروارد فارغ‌التحصیل شده‌است. آسترید پانوسیان فارغ‌التحصیل مدرسه عالی بیزنس در فرانسه و مؤسسه مطالعات سیاسی IEP در پاریس است. وی با مدرک کارشناسی ارشد مدیریت دولتی از دانشگاه هاروارد فرانسه فارغ‌التحصیل شده‌است.

## افتخارات
وی همچنین برنده نشان ملی شده‌است.